# Egō (film)
Pour les articles homonymes, voir EGO.
Pour plus de détails, voir Fiche technique et Distribution.
Egō (Pahanhautoja ; litt. « Tombes maléfiques ») est un film suédo-finlandais réalisé par Hanna Bergholm, sorti en 2022.
Il est sélectionné et présenté au Festival du film de Sundance 2022.
Il s'agit du premier long métrage de la réalisatrice.

## Synopsis
Tinja est une jeune adolescente qui fait de la gymnastique sous la pression de sa mère, obsédée par l'image d'une famille parfaite. Un jour, elle découvre un œuf étrange et l'emmène à la maison. Une fois que cet œuf éclot, elle découvre la créature.

## Fiche technique
Sauf indication contraire, les informations mentionnées dans cette section peuvent être confirmées par la base de données cinématographiques IMDb,  présente dans la section « Liens externes ».
- Titre original : Pahanhautoja
- Titre international : Hatching
- Titre français : Egō
- Réalisation : Hanna Bergholm
- Scénario : Ilja Rautsi
- Musique : Stein Berge Svendsen
- Direction artistique : Juris Zhukovskis
- Costumes : Ulrika Sjölin
- Photographie : Jarkko T. Laine
- Montage : Linda Jildmalm
- Production : Mika Ritalahti, Nico Ritalahti et Nima Yousefi
- Production déléguée : Cloé Garbay, Laurent Jacobs, Peter Kropenin et Bastien Sirodot
- Sociétés de production : Silva Mysterium Oy ; Hobab, Umedia et Film i Väst (coproductions)
- Sociétés de distribution : Nordisk Film (Finlande) ; The Jokers (France)
- Pays de production :  Finlande /  Suède
- Langue originale : finnois
- Format : couleur - 1,85:1
- Genre : horreur
- Durée : 86 minutes
- Dates de sortie :
  - États-Unis : 22 janvier 2022 (Festival de Sundance)
  - Finlande : 4 mars 2022
  - Suède : 25 mars 2022
  - France : 27 avril 2022 (VàD et DVD)
- Classification :
  - France : Interdit aux moins de 16 ans à la télévision

## Distribution
- Siiri Solalinna : Tinja / Alli
- Sophia Heikkilä (fi) : la mère
- Jani Volanen : le père
- Reino Nordin (en) : Tero
- Oiva Ollila : Matias
- Ida Määttänen : Reetta
- Saija Lentonen (fi) : l'entraineuse en gymnastique

## Production
Le tournage commence en juillet 2019 à Riga, en Lettonie.

## Accueil
Le film est sélectionné et présenté en avant-première mondiale, le 22 janvier 2022, au Festival de Sundance, aux États-Unis. Il est également projeté en fin janvier 2022 au Festival international du film fantastique de Gérardmer, où il obtient le Grand Prix et le Prix du jury jeunes,, ainsi que le 3 février 2022 au Festival international du film de Göteborg (Suède) et le 9 mars 2022 au Festival du film d'Ostende. Il est projeté en ouverture du Festival Grindhouse Paradise, le festival du film fantastique de Toulouse, le 14 avril 2022, où il reçoit un accueil chaleureux du public. Malgré ces nombreuses récompenses, le film est distribué directement en vidéo en France fin avril 2022. Le blog Il a osé ! salue l'originalité du premier long métrage prometteur de la réalisatrice finlandaise.

## Distinctions

### Récompenses
- Festival international du film fantastique de Gérardmer 2022[5],[6] :
  - Grand prix
  - Prix du jury jeunes

### Sélection
- Festival du film de Sundance 2022 : sélection en section « Midnight »
- Grindhouse Paradise 2021 : sélection en compétition[9]